# Богдан Добранов
Богдан Добранов е български римокатолически духовник, викарий и по-късно епископ на Софийско–пловдивската епархия. По време на неговото архиерейско служене настъпва известно разведряване в отношенията между Католическата църква в България и официалната власт.

## Биография
Богдан Стефанов Добранов е роден на 1 декември 1914 г. в град Пловдив. Средно образoвание завършва в Първа мъжка гимназия в родния си град, след което заминава за Италия и учи в колежа на Конгрегацията за разпространение на вярата, където изучава богословие и Философия. На 23 март 1940 г. е ръкоположен за свещеник.
Завръща се в България и служи в катедралата „Свети Лудвиг“ - Пловдив. През 1952 г. е арестуван, обвинен в антинародна пропаганда и изпратен в лагер на остров Белене.
От 25 август 1954 г. Богдан Добранов поема длъжността апостолически администратор на Софийско–пловдивската епархия. Той приема всички оцелели свещеници от различни ордени и конгрегации да работят с епархийския клир, въвежда строг ред по въпросите на финансовата отчетност и личната дисциплина, периодично събира подведомствените си на доклад, забранява им да излизат от църквите след 17 часа. Апостолическият администратор не забравя и колегите си, които по това време излежават присъди по лагери и затвори. Той разпорежда на всеки от тях да се изпраща редовно по 50 лв. на месец от приходите на бившите им църкви.
С голямо упорство и след многобройни писма до различни инстанции, включително до Министерския съвет и Президиума на Народното събрание, Богдан Добранов успява да върне някои неправомерно конфискувани имоти - част от митрополитската сграда, църквата на капуцините в Пловдив с част от дворното място, западнообредния храм в София и други.
На 10 октомври 1959 г. е избран за титулярен епископ на Гюфи. На 8 ноември 1959 г. е ръкоположен за епископ. Обаче официалните власти успяват да го отстранят от ръководсвото на епархията. На 23 декември 1959 г. му е съобщено, че държавате не го признава за епархийски администратор. След консултация с епископ Кирил Куртев на 20 февруари 1960 г. той сдава на свещеник Симеон Коков касовите книги и книжата на епархията и на другия ден отпътува за новото си назначение в енорията „Светият кръст“ в село Трънчовица, Плевенско.
Официално от 27 април 1965 г. с разпореждане на Ватикана отец Богдан Добранов освобождава длъжността апостолически администратор, но остава да служи в църквата в Пловдив.
На 25 юни 1975 г. Тодор Живков, придружен от дъщеря си Людмила Живкова и външния министър Петър Младенов е приет от папа Павел-VІ. След тази среща се чувствува известно разведряване. На 22 юли 1975 г. Богдан Добранов е официално обявен за апостолически викарий на Софийско-пловдивската епархия, като приемник на монсиньор Симеон Коков, а на 14 декември 1978 г. – за Софийско-пловдивски епархиен епископ.
От 3 до 10 ноември 1976 г. на посещение в България е кардинал Агостино Казароли, за да се запознае с положението на католиците в България, като посещава и трите епархии. В състава на делегация са включени още Анджело Мотола, Иван Диас и Георги Елдъров. Българското правителство връща визитата и през декември 1978 г., Петър Младенов, като външен министър посещава папа Йоан Павел ІІ. Като резултат от затоплянето на отношенията, някои новоръкоположени свещеници могат да продължат образoванието си в Рим. На евхаристичния конгрес в Лурд участва и българска духовна делегация от духовници, монахини и миряни.
След смъртта му на 4 октомври 1983 г., Софийско-пловдивската епархия остава без епископ за близо 5 години, заради тежката политическа ситуация.